# خورخي سالسيدو
خورخي سالسيدو (بالإنجليزية: Jorge Salcedo) هو لاعب كرة قدم ومدرب كرة قدم أمريكي، ولد في 27 سبتمبر 1972 في سيرريتوس في الولايات المتحدة. شارك مع منتخب الولايات المتحدة لكرة القدم. أما مع النوادي، فقد لعب مع تامبا باي موتيني وشيكاغو فاير وكولومبوس كرو ولوس أنجلوس غلاكسي.

## وصلات خارجية
- خورخي سالسيدو على موقع الاتحاد الدولي (مؤرشف)  (الإنجليزية)
- خورخي سالسيدو على موقع الدوري الأمريكي (الإنجليزية)
- خورخي سالسيدو على موقع قاعدة بيانات كرة القدم.إي يو (الإنجليزية)